# HTC Legend
HTC Legend (модельный индекс A6363) — коммуникатор с поддержкой GSM и HSPA/WCDMA (3G) разработанный тайваньской корпорацией HTC, работает под управлением операционной системы Android. Он был показан на выставке Mobile World Congress в Барселоне 16 февраля 2010 года. Поступил в продажу 31 марта 2010 года.
По сравнению со своим предшественником HTC Hero, Legend стал меньше и тоньше, также появился более новый процессор (Qualcomm MSM7227 600 Мгц вместо Qualcomm MSM7200A 528 МГц), новый дисплей размером 3.2 дюйма с активной матрицей на органических светодиодах (AMOLED) вместо обычного TFT. Шариковый трекбол заменен на оптический, добавлена встроенная вспышка, а также, увеличен объем ОЗУ (с 288 Мб до 384 Мб).
Корпус Legend выполнен из одного цельного куска алюминия. Он имеет съёмный аккумулятор, который возможно извлечь через нижнюю часть телефона. Хотя корпус телефона и выполнен из цельного куска металла, это не влияет на силу приёма сигнала мобильной сети как в iPhone 4.

## Программное обеспечение
Изначальной прошивкой является Android 2.1 (Eclair). В декабре 2010 года получил официальное обновление ПО и ОС до Android 2.2 (Froyo)
Как стало известно из сообщения в социальной сети Facebook обновление OC до Android 2.3 Gingerbread и Sense 2.1 не ожидается и вряд ли будет доступно для пользователей. Однако существуют неофициальные прошивки, позволяющие установить Android 2.3 (вплоть до версии 2.3.7) и Android 4 (вплоть до версии 4.1.2), например CyanogenMod и основанные на нём.

## Производительность
С использованием сторонних ядер операционной системы, тактовую частоту Qualcomm MSM7227 возможно повысить до 870 МГц.
Благодаря повышенной мощности процессора, коммуникатор может проигрывать видео в более высоком разрешении с использованием программных средств, а также улучшается работа 3D игр и отображение Adobe Flash медиа данных.
Графический чип Adreno 200, полностью поддерживающий графические API OpenGL-ES 2.0/1.X/Open VG 1.1, а также пиксельные и вертексные шейдеры версии 3.0. Производительность чипа составляет 22 млн. полигонов/с, 133 млн. пикселей/с. Видеопамять используется из ОЗУ, максимальный объем - 128 Мб.
Для установки программ доступно примерно 185 Мб + установка на карту памяти. Оперативной памяти в среднем доступно 160 Мб, а максимальный объём для всех программ включая системные 291 Мб.
На неофициальных прошивках и с повышенной частотой процессора, можно достигнуть следующих результатов.
| Программа-бенчмарк | Результаты                                                                                     |
| ------------------ | ---------------------------------------------------------------------------------------------- |
| Neocore            | до 53 FPS без звука, и 48 FPS со звуком                                                        |
| Linpack            | до 9,962 MFLOPS                                                                                |
| AnTuTu Benchmark   | до 1891 баллов                                                                                 |
| Quadrant           | до 1632 баллов и до 2490 баллов с полным переносом раздела "Data" на Ext2 раздел карты памяти. |

## Технические характеристики
| Технические характеристики | Технические характеристики |
| -------------------------- | --- |
| Операционная система       | Android 2.2 (Froyo) |
| Сети                       | GSM/GPRS/EDGE: (850/900/1800/1900 МГц); HSPA/WCDMA(UMTS): (900/1700/2100 МГц); MBMS |
| Скорость передачи          | GPRS до 125 Кбит/с; EDGE (Class 12) до 474 Кбит/с; WCDMA/UMTS(3G) к абоненту (HSDPA) до 7,2 Мбит/с, от абонента (HSUPA) до 5,76 Мбит/с                                                                                 |
| Дисплей                    | Ёмкостный сенсорный экран 3.2", HVGA 320×480 (3:2; 15:10) 153,6 кпикс AMOLED, "Gorilla Glass", 256 тыс. цветов, мультитач                                                                                              |
| Память                     | 384 Мб оперативной и 512 Мб постоянной. Поддержка карт microSDHC до 32 Гб. |
| Процессор                  | Qualcomm MSM7227, 600 МГц, семейство ARM11, версия архитектуры ARMv6 (RISC), ядро ARM1136EJ-S, техпроцесс 65 нм, шина данных 32 бит, 740 MIPS, 1,18 DMIPS; встроенный DSP процессор 320 МГц и процессор модема 400 МГц |
| Графический чип            | Adreno 200, 128 Мб, OpenGL ES 2.0/1.X/OpenVG 1.1, EGL 1.3, Direct3D Mobile, DirectDraw, SVGT 1.2 |
| Bluetooth                  | Bluetooth 2.1 с технологией EDR (поддерживаемые профили: A2DP, AVRCP, BIP, BPP, DUN, FTP, GAP, GOEP, HFP, HID, HSP, OPP, PAN, PBAP, SAP, SPP)                                                                          |
| Wi-Fi                      | IEEE 802.11 b/g |
| Система позиционирования   | GPS, AGPS, чип Qualcomm gpsOne |
| Датчики                    | Освещённости, приближения, акселерометр, цифровой компас |
| Камера                     | 4.9 Мп, автофокус, LED-вспышка, геотегинг; видеозапись до 720x480 для H.263 и до 352x288 для MPEG-4 |
| Разъёмы                    | micro-USB 2.0 (5-pin), 3.5 мм TRS |
| SAR                        | SAR: 0.565 Вт/кг@10гр. (воздействие на голову), 0.391 Вт/кг@10гр. (воздействие на тело) |
| Материал корпуса           | Алюминий, «софт-тач» пластик |
| Габариты                   | 112 × 56,3 × 11,5 мм; 126 гр. с аккумулятором |
| Аккумулятор                | HTC BA S420 (Model: BB00100, Part no: 35H00127-04M/05M/06M), Li-Ion 1300 мА·час, 3.7 В, 4.81 Вт·час |
| Режим разговора            | до 7,3 часов для WCDMA, до 8,2 часов для GSM |
| Режим ожидания             | до 560 часов для WCDMA, до 440 часов для GSM |
| Страна сборки              | Тайвань, Китай |
| Особенности                | FM-радиоприемник, виброзвонок, оптический трекбол, интерфейс HTC Sense, изготовлен из цельного куска алюминия |